# Gare de Sarcelles – Saint-Brice
Gare de Sarcelles – Saint-Brice – stacja kolejowa w Sarcelles, w regionie Île-de-France, we Francji. Posiada trzy tory przy 2 peronach.
Stacja leży na odcinku linii kolejowej 325 000 (Paris Nord) - Épinay - Villetaneuse - Beauvais - Le Tréport, wykorzystywanym wyłącznie w ruchu pasażerskim. Jest obsługiwana przez pociągi regionalne Transilien linii H relacji Paris Nord - Sarcelles Saint-Brice - Montsoult Maffliers - Persan Beaumont / Luzarches. Zazwyczaj tor środkowy służy pociągom rozpoczynającym/kończącym bieg, tory skrajne są wykorzystywane przez pociągi przelotowe. Wszystkie pociągi linii H zatrzymują się na stacji, liczba odjazdów waha się między ok. 250 w dni robocze i ok. 150 w niedziele i święta. Z pociągów korzysta dziennie odpowiednio 7500 i 2500 podróżnych.
Przez stację przejeżdżają również, bez zatrzymania, pociągi TER relacji Paris-Nord - Beauvais.